# Janez Verbič
Janez Verbič, slovenski zdravnik in veterinar, * 24. junij (krst) 1768, Trebnje, † 2. februar 1849, Ljubljana.
Študiral je medicino na Dunaju, na Zavodu za veterino pa se je izpopolnjeval še v veterinarski stroki. Po opravljenem izpitu je bil leta 1807 imenovan za učitelja veterine na Medikokirurškem liceju v Ljubljani, nato pa je predaval še sodno medicino, nauk o prvi pomoč in anatomijo.